# Rabah Slimani
Rabah Slimani (Sarcelles, 8 ottobre 1989) è un rugbista a 15 francese, pilone del Leinster in United Rugby Championship.

## Biografia
Di origine algerina, Slimani iniziò a giocare a rugby nel Sarcelles Rugby per poi entrare nel centro di formazione giovanile dello Stade français, squadra con la quale debuttò a livello professionistico durante il Top 14 2009-2010. Nelle otto stagioni passate nel club parigino riuscì a vincere un titolo di campione di Francia nel 2014-2015 e un European Rugby Challenge Cup nel 2016-2017 dopo le due sconfitte in finale subite nel 2011 e nel 2013. Nel dicembre 2016 annunciò il suo passaggio al Clermont con cui firmò un contratto triennale che lo rese il giocatore francese più pagato del Top 14. A partire dall'annata 2017-2018, giocò sette stagioni con il club alverno dove conquistò l'European Rugby Challenge Cup 2018-2019 e raggiunse la finale del campionato francese dello stesso anno persa con il Tolosa. Nel luglio 2024 si trasferì nella franchigia irlandese del Leinster.
Slimani disputò due mondiali giovanili di rugby con la selezione under-20 francese nel 2008 e nel 2009. Nel 2010 fu convocato dalla Francia A per giocare la Churchill Cup. Il suo debutto con la Francia avvenne nel novembre 2013 contro la Nuova Zelanda durante la sessione di test match autunnali. Successivamente giocò le edizioni 2014 e 2015 del Sei Nazioni, mancando un unico incontro. Le sue prestazioni gli valsero l'inclusione nella squadra francese selezionata per la Coppa del Mondo di rugby 2015. Nella prima giornata del torneo iridato segnò la sua prima meta in nazionale contro l'Italia e poi saltò una sola delle sfide che condussero i Bleus fino ai quarti di finale persi contro gli All Blacks. Nel corso del successivo biennio, in cui Guy Novès fu il commissario tecnico della formazione transalpina, fu assente in solamente una partita tra quelle disputate dalla Francia. Il cambio di guida tecnica con la nomina di Jacques Brunel non ebbe un grosso impatto sul suo utilizzo; dopo essere stato il pilone destro titolare nel corso del Sei Nazioni 2018, raggiunse il traguardo della cinquantesima presenza in nazionale nell'ultimo test-match della sessione autunnale giocato contro Figi. Nonostante l'assenza da tutto il Sei Nazioni 2019 a causa di un infortunio muscolare, fu incluso nei pre-convocati per la Coppa del Mondo di rugby 2019. Dopo aver giocato in tutte e tre le sfide preparatorie contro Scozia ed Italia, guadagnò la chiamata nella squadra definitiva selezionata per il mondiale. Nel corso della competizione iridata disputò un totale di quattro partite, tra cui il quarto di finale perso contro il Galles.
Nel 2012, Slimani fu convocato nel Barbarian Rugby Club per il tour estivo in Giappone.

## Palmarès
- Campionati francesi: 1
Stade français: 2014-15
- Challenge Cup: 1
Stade français: 2016-17
Clermont: 2018-19